# Georg von Bleichröder

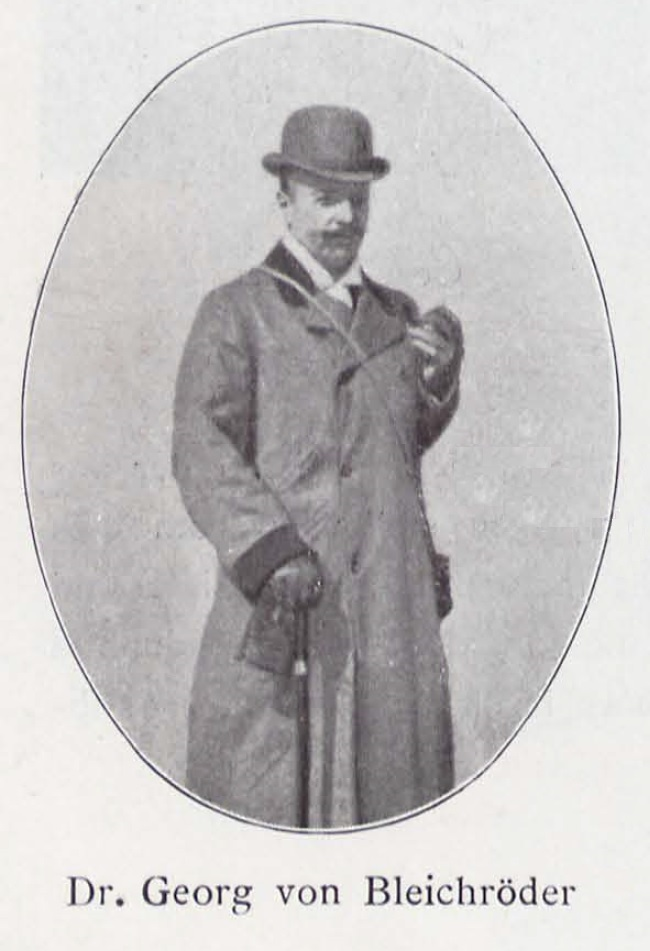
Georg von Bleichröder

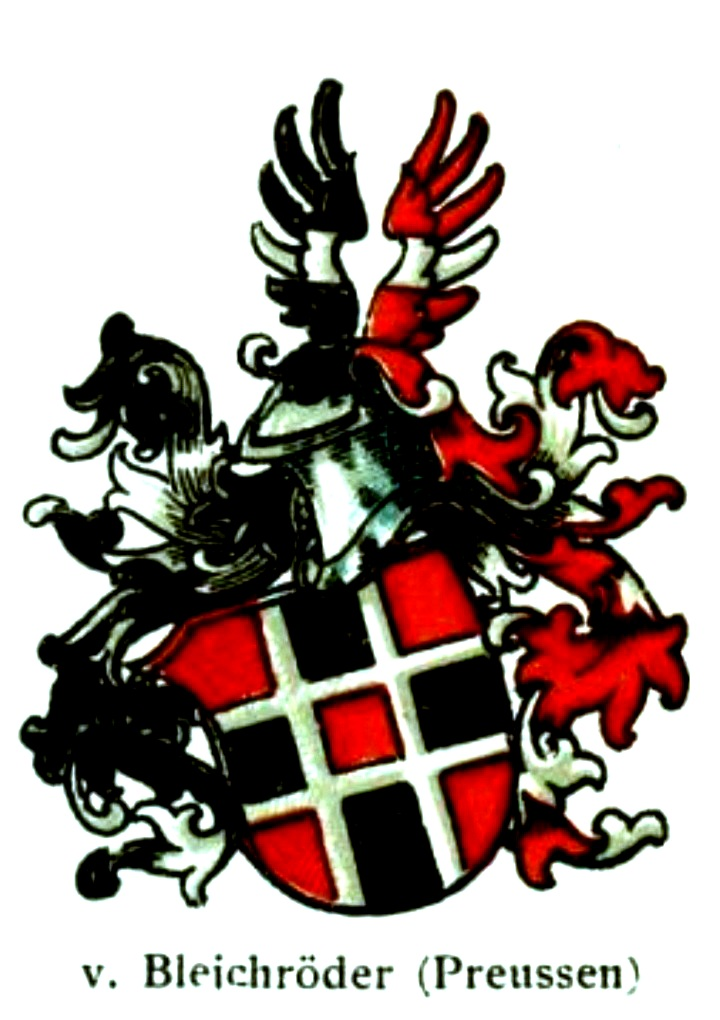
Wappen der 1872 geadelten Familie Bleichröder

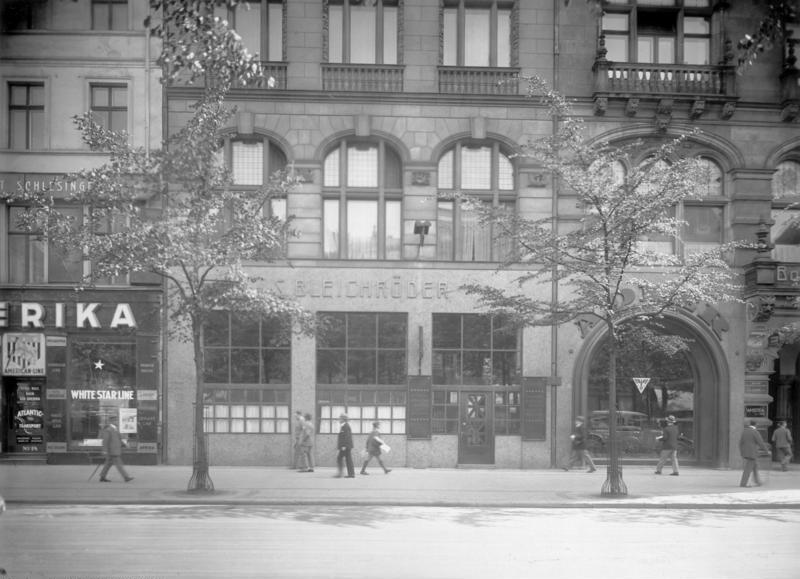
Bankhaus S. Bleichröder, Unter den Linden in Berlin

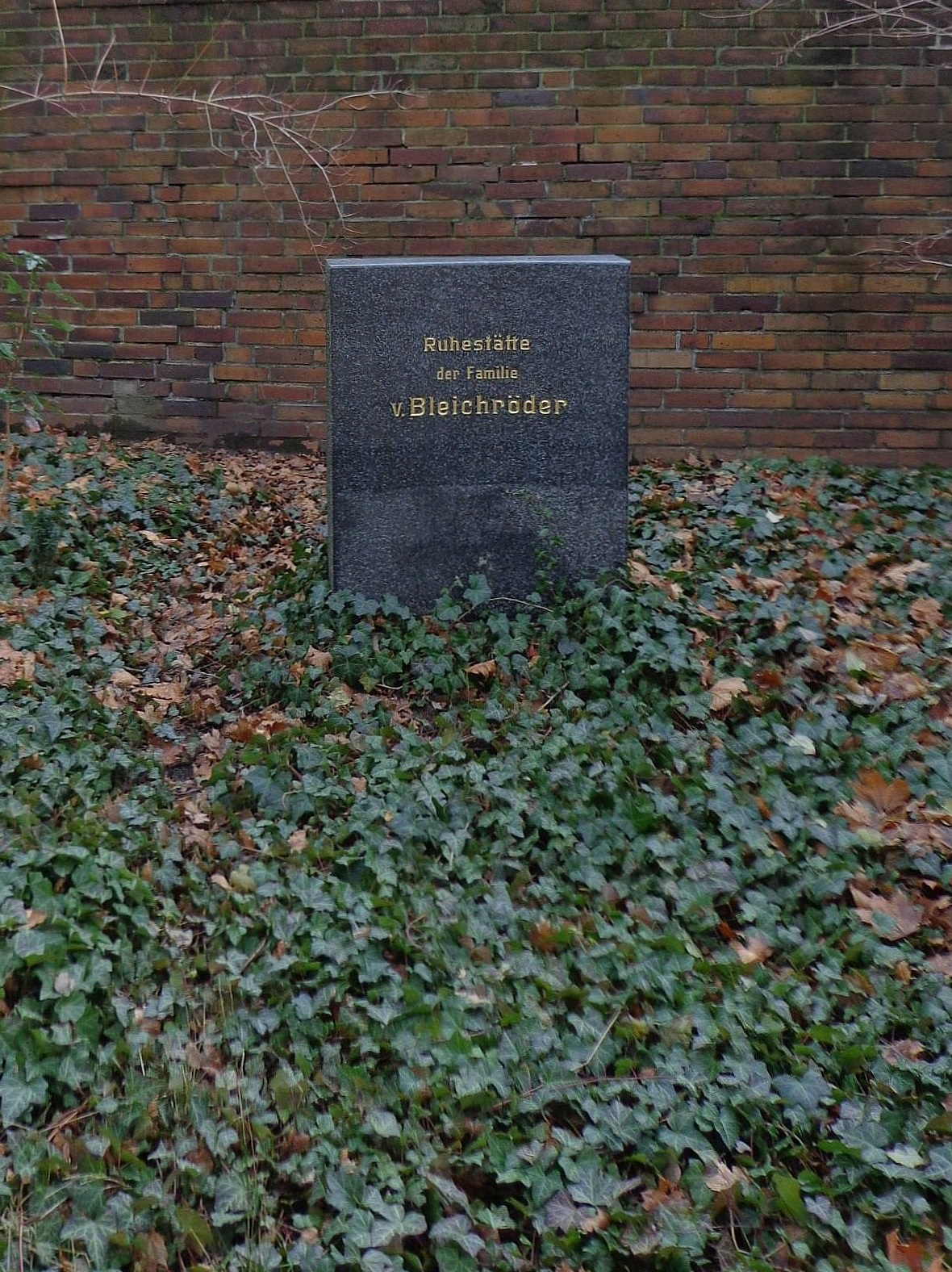
Standort des 1950 auf Anweisung von Wilhelm Pieck abgetragenen Bleichröder-Mausoleums auf dem Zentralfriedhof Friedrichsfelde in Berlin

Georg Bleichröder, ab 1872 von Bleichröder (27. Oktober 1857 in Berlin – 11. Juni 1902 auf der Landesburg Lechenich) war ein deutscher Bankier jüdischen Glaubens.

## Leben
Georg von Bleichröder war ein Sohn von Gerson von Bleichröder (1822–1893), der 1872 in den erblichen Adelstand erhoben wurde. Er studierte Jura und schloss sein Studium in Berlin mit der Promotion ab. 1885 wurde er Teilhaber im Bankhaus seines Vaters, Bankhaus S. Bleichröder, ebenso wie bereits seit 1881 sein älterer Bruder Hans von Bleichröder. Ferner hatte er einen Sitz im Aufsichtsrat der Deutschen Kolonialgesellschaft für Südwestafrika, an der das Bankhaus mit 200.000 Mark beteiligt war. Er war auch einer der Direktoren des Norddeutschen Lloyd und Mitglied des Aufsichtsrats der vom Bankhaus Bleichröder finanzierten Bergwerksgesellschaft Hibernia AG. Beim Tode Gersons von Bleichröder erbten die Söhne etwa 15 Millionen Mark zu ihrer freien Verfügung. Sein Anteil ermöglichte es Georg von Bleichröder, hauptsächlich seinen eigenen Interessen nachzugehen, auch wenn er nominell der Leitung des Bankhauses angehörte.
Durch Kontakte mit dem aus Lechenich gebürtigen Bankier Simon Simon erfuhr er vom anstehenden Verkauf des Lechenicher Schlosses, das er 1894 mit allem dazugehörigen Besitz für 100.000 Mark erwarb.
Unter Bleichröder wurde 1895 der nördliche Teil des westlichen Vorburgflügels nach Plänen des französischen Architekten Henri Grandpierre als Herrenhaus umgebaut und im Innern zu Wohn- und Repräsentationszwecken im Neobarockstil gestaltet. Außen blieb die barocke Vorburg erhalten, nur das Hauptportal erhielt ein Glasvordach. Um vom Innenhof aus einen freien Blick auf die von Wassergräben umgebene Schlossruine zu erhalten, ließ Bleichröder die Mauer zwischen dem Wohnturm und der Vorburg niederlegen. Vom Innenhof führte eine den Schlossgraben überspannende gusseiserne Brücke in den angrenzenden Schlosspark, den Bleichröder vergrößern und umgestalten ließ.
Bleichröder gehörte der jüdischen Gemeinde Lechenich an, doch zeigte er wenig Interesse am Gemeindeleben. Testamentarisch vermachte er der Gemeinde jedoch 1500 Mark, die der Vorsteher verwaltete.
Ferner erhielt die Gemeinde aus dem von ihm gestifteten Fonds von 18.000 Mark für die Armen der Gemeinde Lechenich die jährlich ausgezahlten Zinsen von 3000 Mark.
Bei der Rückreise mit der Eisenbahn von Paris nach Düren verunglückte der leidenschaftliche Autofahrer 1902, als er mit seinem Automobil von Düren nach Lechenich zurückfuhr und dabei am Herriger Bäumchen mit einem Pferdefuhrwerk zusammenstieß. In seiner Wohnung erlag er seinen Verletzungen. Er wurde auf dem Neuen jüdischen Friedhof in Lechenich beerdigt. Im Jahre 1913 wurden seine Gebeine in dem neu erbauten Mausoleum der Familie von Bleichröder auf dem Zentralfriedhof Friedrichsfelde in Berlin bestattet und der Grabstein in Lechenich entfernt. Das Mausoleum wurde 1950 auf Anweisung von Wilhelm Pieck, des damaligen Präsidenten der DDR, zerstört, weil es die nach seinen Plänen neugeschaffene Gedenkstätte der Sozialisten überragte, was er als den Gesamteindruck störend empfand. Ein kleiner Grabstein erinnert heute an die Bankiersfamilie.

## Gestüt Römerhof
Ende 1894 erwarb Georg von Bleichröder den etwa zwei Kilometer von Lechenich entfernt an der Römerstraße gelegenen Gutshof „Römerhof“, um dort einen Rennstall und anschließend ein Vollblutgestüt zu begründen. Die bisherige Bezeichnung übertrug er auf sein Gestüt, das den Namen v. Bleichrödersche Gestüts Direction Römerhof bei Lechenich Rheinpreußen trug.
Bleichröder setzte die neuesten Standards, die er bei einer Besichtigungsreise zu führenden englischen und französischen Gestüten kennengelernt hatte, bei seinem Gestüt um. Es entstand eine zu dieser Zeit erstklassige und gut geführte Anlage mit Stallungen, deren Boxen durch eine hauseigene Stromanlage beleuchtet werden konnten. Der Stall für die Beschäler lag neben der Wohnung des Gestütsleiters. Zur Anlage gehörten ferner die Häuser für die Beschäftigten. Seit 1896 bestand eine Telefonverbindung zwischen dem Schloss und dem Gestüt, die Bleichröder nach der Genehmigung durch die Oberpostverwaltung in Köln auf eigene Kosten errichten ließ. Jeder Stall erhielt einen Telefonanschluss zur Wohnung des Reitknechtes, sodass im Bedarfsfall der Gestütsleiter sofort benachrichtigt werden konnte.
Die Außenanlage war in neun Paddocks von je etwa zwei Hektar Größe unterteilt, die durch Wege voneinander getrennt waren. An der Außenseite verlief eine Galoppierbahn. Die Anlage verfügte über eine überdachte, durch Oberlicht erhellte Reitbahn für die Jährlinge und die überwinternden Rennpferde.
Seit 1902 besaß das Gestüt auch einen Anschluss an die kommunale Wasserleitung, die Ställe und Wohnungen versorgte, aber auch die Paddocks und die Rennbahn umzog. Von ihr wurde Wasser in die Tränketröge in den Paddocks geleitet. Sie diente auch zur Berieselung der Rennbahn, für die in Verbindung mit der elektrischen Anlage eine Pumpstation vorhanden war.
1896 begann Bleichröder mit der Pferdezucht mit Zuchttieren überwiegend aus England, die ihm schon nach zwei Jahren große Erfolge brachten. Nach dem Tode Georg von Bleichröders 1902 ging das Gestüt in die Hände seines Bruders James von Bleichröder über. 1905 wurde es an den Staat verkauft und zur Graditzer Dependance. Graditzer Pferde wurden im Römerhof eingestellt. Nach dem Ersten Weltkrieg pachtete Leo Lewin 1925 das von Georg von Bleichröder gegründete Gestüt.